# Tony Huber

Tony Huber von 1903

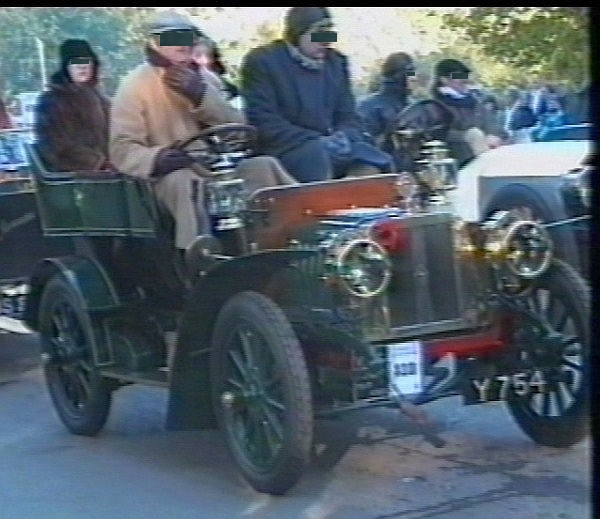
Tony Huber von 1904

Automobiles Tony Huber war ein französischer Hersteller von Automobilen.

## Unternehmensgeschichte
Tony Huber gründete 1902 in Boulogne-Billancourt das Unternehmen zur Produktion von Automobilen. Der Markenname lautete Tony Huber. Neben der Fertigung eigener Automobile wurden Einbaumotoren an andere Automobilhersteller geliefert. 1906 endete die Produktion. Der Inhaber betrieb außerdem zwischen 1905 und 1912 zusammen mit Armand Peugeot ein Unternehmen zur Produktion von Motorbooten und elektrischen Anlagen. Ab 1920 stellte er im neuen Unternehmen Tony Huber et Compagnie erneut Motorboote her.

## Fahrzeuge
Im Angebot standen zwei Modelle mit Zweizylindermotoren. Die Motoren leisteten wahlweise 8 PS oder 11 PS. Das letztgenannte Modell verfügte über Kettenantrieb, alle anderen Modelle über Kardanantrieb. Daneben gab es die Vierzylindermodelle 14 CV, 16/18 CV und 20/25 CV.
Zwei Fahrzeuge dieser Marke existieren noch und nehmen gelegentlich am London to Brighton Veteran Car Run teil.

## Motorenlieferungen
An folgende Automobilhersteller wurden Einbaumotoren geliefert: Alliance, Bolide, Crypto, C.V.R., Medici und Morisse.